# Rimavské Brezovo
Rimavské Brezovo este o comună slovacă, aflată în districtul Rimavská Sobota din regiunea Banská Bystrica, pe malul râului Rimava⁠(d). Localitatea se află la altitudinea de 269 m deasupra n.m., se întinde pe o suprafață de 14,1 km2 și în 2017 număra 525 de locuitori.

## Istoric
Localitatea Rimavské Brezovo este atestată documentar din 1334.

## Demografie
| An:                | 1994 | 2004   | 2014   | 2024   |
| ------------------ | ---- | ------ | ------ | ------ |
| Număr de persoane: | 492  | 513    | 529    | 495    |
| Diferență:         |      | +4,26% | +3,11% | −6,42% |

| An:                | 2023 | 2024   |
| ------------------ | ---- | ------ |
| Număr de persoane: | 506  | 495    |
| Diferență:         |      | −2,17% |